# اندیس اوغان
اوغان یک اندیس فلزی است که در حوالی شهر نقده استان آذربایجان غربی قرار دارد و مادهٔ معدنی موجود در آن، آهن است.سنگ میزبان این اندیس آهک متامورفیک و توده دیوریتی -سینیتی است و دیرینگی آن به دوران کرتاسه -پالئوسن می‌رسد. 